# Аріаке (1936)
Аріаке (Ariake, яп. 有明) — ескадрений міноносець Імперського флоту Японії, який брав участь у Другій світовій війні.
Корабель, який став п'ятим серед есмінців типу «Хацухару» (та першим у підтипі «Аріаке»), спорудили у 1935 році на верфі Kawasaki в Кобе.
На момент вступу Японії до Другої світової війни «Аріаке» належав до 27-ї дивізії ескадрених міноносців, яка за планами японського командування певний час повинна була залишатись у водах метрополії. 7 грудня 1941-го «Аріаке» разом з іншими есмінцями вийшов із Внутрішнього Японського моря до островів Огасавара для супроводу великого з'єднання лінкорів. Останнє, за необхідності, мало надати допомогу ударному авіаносному з'єднанню («Кідо Бутай»), яке поверталось після удару по Перл-Гарбору. Втім, японські авіаносці ніхто не переслідував і 13 грудня лінкори повернулись до Куре. А з 18 по 23 грудня «Аріаке» виходив у море для зустрічі та супроводу самого «Кідо Бутай».
12—17 січня 1942 «Аріаке» та ще 4 есмінці ескортували з Японії до Палау (на заході Каролінських островів) авіаносці «Хірю» та «Сорю». 21 січня останні вийшли з бази, 24 числа завдали удару по острову Амбон, а 25—26 січня побували в Давао на південному узбережжі філіппінського острова Мінданао. У цьому рейді їх супроводжували «Аріаке» та ще 3 есмінці (оскільки п'ятий есмінець придали двом важким крейсерам, які забезпечували прикриття десантних операцій на сході Нідерландської Ост-Індії та нещодавно тимчасово втратили один з есмінців своєї охорони, що через пошкодження відбув на ремонт).
Наприкінці січня «Сорю» і «Хірю» повернулись на Палау, де перебували понад два тижні. За цей час сюди прибули ще 2 авіаносці і 15 лютого 1942-го «Аріаке», ще 7 есмінців та легкий крейсер вийшли з Палау для супроводу ударного з'єднання (3 авіаносці, 2 важкі крейсери), що 19 лютого завдало удару по австралійському Порт-Дарвін. 21 лютого загін прибув до затоки Старінг-Бей (північно-східний півострів острова Целебес).
25 лютого 1942-го «Аріаке» разом з 11 іншими есмінцями та легким крейсером вирушили зі Старінг-Бей у складі охорони з'єднання, яке включало 4 авіаносці, 4 лінкори та 5 важких крейсерів. Завданням цих сил була підтримка вторгнення на Яву та перехоплення ворожих кораблів, що спробують полишити острів. 11 березня «Аріаке» повернувся до Старінг-Бей.
11 березня 1942-го «Аріаке» та ще один есмінець почали супроводжувати конвой до Японії та 19 березня досягнули затоки Ісе на східному узбережжі Хонсю, після чого попрямували до Сасебо (обернене до Східнокитайського моря узбережжі Кюсю), куди прибули 22 березня. Тут корабель пройшов короткочасний доковий ремонт.
15 квітня 1942-го «Аріаке» та 3 інші есмінці дивізії вийшли з Японії до Мако (важлива база ВМФ на Пескадорських островах у південній частині Тайванської протоки). 18 квітня у Мако прибули два авіаносці, які повертались із рейду до Індійського океану. Всього в останньому брали участь п'ять авіаносців, проте три інші з урахуванням технічного стану відправили до Японії на ремонт, тоді як «Сьокаку» та «Дзуйкаку» виявилось можливим використати у операції із оволодіння Порт-Морсбі на оберненому до Австралії узбережжі Нової Гвінеї. У межах цих планів Югуре супроводив зазначені авіаносці на атол Трук у центральній частині Каролінських островів (тут ще до війни створили потужну базу японського ВМФ), куди загін прибув 25 квітня. Тут до загону з Мако приєднались 2 важкі крейсери, які під охороною 2 есмінців прибули з Японії, і 1 травня ці сили рушили в похід. Спершу вони прямували у південно-східному напрямку, а за кілька діб обігнули Соломонові острови зі сходу та змінили курс на західний. 8 травня відбулась битва в Кораловому морі, яка хоч і завершилась тактичною перемогою японців, проте призвела до скасування операції проти Порт-Морсбі.
З 13 травня 1942-го «Аріаке» разом з 2 іншими есмінцями охороняв 2 важкі крейсери, які здійснювали дистанційне прикриття операції по узяттю під контроль островів Науру та Оушен. Десантний загін вже рушив до Науру, проте 15 травня надійшло повідомлення про перебування у регіоні американського авіаносного з'єднання (це були авіаносці USS Enterprise та USS Hornet, які не встигли прибути вчасно, щоб узяти участь у битві в Кораловому морі). На основі цієї інформації японці скасували операцію по оволодінню Науру (лише у серпні, після висадки американців на Гуадалканалі, вони повернуться до питання розширення контролю на сході Мікронезії) і 16 травня «Аріаке» був на Труці.
17—22 травня 1942-го «Аріаке» та 2 інші есмінці супроводили згадані вище важкі крейсери до Куре, де збирались сили для мідвейсько-алеутської операції. У межах останньої «Аріаке» та ще 10 есмінців та 2 легкі крейсери охороняли загін адмірала Такасу Сіро, який мав 4 лінкори та повинен був забезпечувати прикриття операцій на Алеутах. Певний час угруповання Сіро рухалось разом із головними силами адмірала Ямамото, а вранці 4 червня відокремилось та попрямувало до визначеного йому району. Оскільки американці не задіяли надводні кораблі для протидії висадці японців на заході Алеутського архіпелагу, загін Сіро так і не вступив у бій, а 17 червня прибув до Японії.
7 серпня 1942-го союзники висадились на сході Соломонових островів, що започаткувало шестимісячну битву за Гуадалканал та змусило японське командування перекидати сюди підкріплення. 11 серпня «Аріаке» та ще 9 есмінців вирушили для ескорту великого загону надводних кораблів (включав 1 лінкор, 5 важких та 1 легкий крейсер, 1 гідроавіаносець), що вийшов із Йокосуки та 17 серпня прибув на атол Трук у центральній частині Каролінських островів (тут ще до війни створили потужну базу японського ВМФ, з якої до лютого 1944-го провадились операції у цілому ряді архіпелагів).
Втім, на відміну від більшості кораблів загону, «Аріаке» спершу використали для операції на південному сході Мікронезії, де американці з метою відволікання уваги ворога від Соломонових островів провели диверсійний рейд на острів Макін (острови Гілберта). 20 серпня 1942-го «Аріаке» вийшов з Труку і в ніч на 23 серпня обстріляв острів Науру. 25 серпня сформована з екіпажу «Аріаке» партія висадилась на Науру (можливо відзначити, що ще у лютому австралійці евакуювали звідси свої нечисленні сили). 31 серпня її змінила прислана з Труку рота, після чого «Аріаке» відбув на атол Джалуїт (Маршаллові острова), звідки вирушив до Соломонових островів на якірну стоянку Шортленд (прикрита групою невеликих островів Шортленд акваторія біля південного завершення острова Бугенвіль, де зазвичай відстоювались бойові кораблі та перевалювались вантажі для подальшої відправки далі на схід архіпелагу).
4—5 вересня 1942-го «Аріаке» та ще 5 есмінців доставили на Гуадалканал тисячу бійців і під час цього ж рейсу потопили два американські швидкохідні транспорти (колишні есмінці). 6 вересня «Аріаке» вийшов до острова разом зі ще 3 есмінцями для атаки на ворожий конвой, проте виявити останній не вдалось і загін провів обстріл аеродрому Гендерсон-Філд. Після цього «Аріаке» відправили до Рабаула із завданням охороняти важкий крейсер «Тьокай» (флагман Восьмого флоту, який відповідав за безпосереднє проведення операцій на Соломонових островах та сході Нової Гвінеї).
11—12 жовтня 1942-го «Аріаке» пройшов з Рабаула на Шортленд і 13 жовтня разом зі ще 7 есмінцями попрямував на схід як охорона 1-го штурмового конвою до Тассафаронга. У ніч проти 14 жовтня конвой почав розвантаження у Тассафаронзі, а з настанням дня втратив унаслідок ударів авіації три судна, втім, інші три судна та всі есмінці змогли повернутись на Шортленд. В наступні кілька тижнів «Аріаке» здійснив цілій ряд транспортних рейсів до Гуадалканала, куди виходив 17 та 26 жовтня, 2 та 5 листопада 1942-го.
7—9 листопада 1942-го «Аріаке» пройшов на Трук, де певний час проходив ремонт за допомогою спеціалізованого судна «Акасі». Як наслідок, він не взяв участі у вирішальній морській битві біля Гуадалканалу, що відбувалась з 12 по 15 листопада, і лише 28 листопада — 4 грудня пройшов через Рабаул назад на Шортленд. 7 та 10 грудня «Аріаке» здійснив чергові два транспортні рейси до Гуадалканалу, причому перший з них довелось скасувати через атаку торпедних катерів (те, що загроза від останніх була серйозною, підтвердила загибель есмінця «Терудзукі» під час другого рейсу). 12—13 грудня «Аріаке» перейшов до Рабаула.
19—23 грудня 1942-го «Аріаке» разом зі ще одним есмінцем ескортував транспорт «Козан-Мару», який пройшов через Шортленд та доставив більш як тисячу військовослужбовців та амуніцію до Мунди на острові Нью-Джорджія у центральній частині Соломонових островів (на тлі несприятливого розвитку подій на Гуадалканалі японці ще з листопада почали облаштовувати тут нову базу).
25 грудня 1942-го «Аріаке» та ще 3 есмінці вийшли з Рабаула для допомоги есмінцю «Удзукі» та транспорту «Нанкай-Мару», що прямували до Мунди, проте зіткнулись та зазнали суттєвих пошкоджень. У цій операції «Аріаке» повів на буксирі «Нанкай-Мару», при цьому в якийсь момент став ціллю для ворожих бомбардувальників. Унаслідок шесть близьких розривів максимальна швидкість «Аріаке» впала до 16 вузлів, були виведені з ладу дві гармати головного калібру, а з числа екіпажу загинуло 28 осіб (за іншими даними, «Аріаке» буксирував «Удзукі», а після отриманих пошкоджень передав цю місію есмінцю «Уракадзе»).
3—6 січня 1943-го «Аріаке» пройшов з Рабаула на Трук, а 7—12 січня разом з зі ще 4 есмінцями супроводив авіаносець, лінкор та важкий крейсер з Труку до Японії, після чого пройшов у Сасебо доковий ремонт. Під час останнього його застарілу 40-мм зенітну гармату замінили на спарену установку 25-мм зенітних автоматів. 15—21 лютого «Аріаке» супроводив конвой з Сасебо на Трук.
24—26 березня 1943-го есмінець охороняв на початковій дліянці переходу флотське судно постачання «Ірако», які вирушило з Труку до Японії, після чого перейшов до охорони танкера «Геньо-Мару» та 28 березня привів його на Трук. 1—4 квітня «Аріаке» супроводжував транспорт «Амагі-Мару», що так само вирушив з Труку до Японії, потім відокремився і повернувся на базу, а з 16 по 21 квітня разом зі ще двома есмінцями охороняв ескортні авіаносці «Чуйо» і «Тайо», що пройшли з Труку до Йокосуки. 25—30 квітня «Аріаке» також з двома іншими есмінцями здійснив зворотний рейс, супроводжуючи на Трук «Чуйо» та ще один ескортний авіаносець «Унйо».
17—22 травня 1943-го «Аріаке» та 4 інші есмінці супроводили до Йокосуки авіаносець, 3 лінкори та 2 важкі крейсери. За кілька діб до того американці розпочали операцію по узяттю під контроль Атту (острів на заході Алеутського архіпелагу, захоплений японцями в червні 1942-го) і тепер японське командування збирало сили для контратаки. Втім, ще до завершення травня спротив гарнізону Атту добіг завершення і контратаку скасували. Як наслідок, 10 червня «Аріаке» разом з іншим есмінцем почали ескортувати з Йокосуки на Трук авіаносець «Хійо». Втім, вже за 5 годин після початку походу «Хійо» був торпедований підводним човном і втратив хід. В подальшому авіаносцю вдалось повернути здатність рухатись із невеликою швидкістю і він під охороною есмінців та легкого крейсера, який прибув на допомогу, дійшов до Токійської затоки.
З 12 по 16 червня 1943-го «Аріаке» пройшов короткостроковий ремонт, під час якого отримав ще одну спарену установку 25-мм зенітних автоматів. А 16 червня «Аріаке» знову вирушив до Океанії, разом зі ще 8 есмінцями здійснюючи ескортування великого угруповання (1 легкий та 2 ескортні авіаносці, 2 лінкори та 2 важкі крейсери) з Японії на Трук. Після цього з 23 по 27 червня «Аріаке» та ще два інші есмінці ескортували 2 важкі крейсери, які здійснили рейс для доставки підкріплень до Рабаула.
9—11 липня 1943-го «Аріаке» знову супроводив ті самі важкі крейсери в Рабаул, тільки на цей раз їх перехід був пов'язаний з новою битвою на Соломонових островах, яка почалась 30 червня з висадки союзників на Нью-Джоржії у центральній частині архіпелагу. Сам «Аріаке» не залишився у Рабаулі та продовжив конвойну службу між ним та Труком. 13 числа есмінець повернувся на Трук, а 14—17 липня супроводив у південному напрямку конвой № 1142. Після цього з 17 по 19 липня «Аріаке», ще один есмінець та легкий крейсер ескортували на Трук авіаносець «Дзюнйо», який прибув до архіпелагу Бісмарка, щоб доставити літаки. Нарешті, 23—25 липня «Аріаке» здійснив черговий перехід з Труку в Рабаул.
27—28 липня 1943-го «Аріаке» разом з есмінцем «Мікадзукі» здійснили транспортний рейс до Тулуву на мисі Глочестер, що утворює західне завершення острова Нова Британія. Тут обидва кораблі вискочили на мілину, проте «Аріаке» зміг самостійно зійти з неї, зняти бійців з «Мікадзукі» та висадити їх у пункті призначення. Далі «Аріаке» повернувся для допомоги «Мікадзукі», проте під час цієї операції обидва есмінці стали жертвами ворожих бомбардувальників.